# Колбасово дърво
Колбасовото дърво (Kigelia africana) е вид дървета от семейство Bignoniaceae. В тропическа Африка и на остров Мадагаскар от тях висят дълги 60-сантиметрови и няколко килограмови „колбаси“. Популярното наименование на тези дървета е „саламени“. Плодовете растат на големите клони на дървото на дълги въжета. Местните жители в района на Ашанти на територията на Гана наричат дърветата nufutene, което значи „висящи гърди“. В Централна Африка смятат тези растения за свещени.
В някои племена, които населяват Кот д'Ивоар, има обичай по домовете си да окачат дървесните „колбаси“ като символ на плодородие.
Пресните плодове са отровни и имат силно слабително действие. Също така плодовете служат като храна още когато са печени, сушени или ферменирали. Намират още приложение и в народната медицина за лекуване на венерически болести, змийско ухапване, ревматизъм.
Интересно е, че цветовете му се опрашват от прилепи. Оригиналните цветове на колбасовото дърво са подобни на огромни алени лалета или камбанки. Висят по три на грозд и се отварят само през нощта, издавайки доста неприятен мирис наподобяващ гнило месо. Миризмата на мърша обаче е сигнал за атака от страна на прилепите, за които нектарът скрит в цветовете на кигелията е истинско лакомство, а той никак не е малко – по 1 чаена лъжичка на цвят. Два-три дни след посещението на прилепите, на мястото на цветовете се образуват завързи.
В Източна Африка расте K. aethiopica, чиито нарязани на парчета и изпечени плодове се слагат в бирата.